# ヴァルター・ヴァイス
ヴァルター・ヴァイス（Walter Weiss, 1890年9月5日–1967年12月21日）は、ドイツの陸軍軍人。最終階級は陸軍上級大将。

## 経歴
ティルジットに生まれる。1908年3月にドイツ陸軍に入営。第一次世界大戦に従軍、第二級および第一級鉄十字章を受章。
大戦後も軍に残り、ドイツが再軍備を経て1939年9月、ポーランド侵攻を開始したことにより第二次世界大戦が勃発すると、第1軍団参謀長に任命される。1940年12月より第97軽師団長。1941年1月、第26歩兵師団長に転じ独ソ戦に従軍。同年9月、戦功により騎士鉄十字章を受章し1942年7月、第27軍団司令官に就任。同年9月に歩兵大将に昇進。間もなく上級大将に昇進して1943年2月、第2軍司令官に就任した直後ドイツ十字章金章を授与される。彼が率いる第2軍はその後中央軍集団の南翼を担って大戦後期の厳しい後退戦を戦うこととなる。1944年10月末、北方軍集団がソ連軍の攻勢によりラトビア西部のクールラント半島に孤立すると、北方軍集団はクールラント軍集団、中央軍集団は北方軍集団と名称を変更され第2軍も北方軍集団所属となる。1945年3月には北方軍集団司令に就任するがわずか一ヶ月で軍集団は解散、待命の状態で敗戦を迎えアメリカ軍の捕虜となった。
1948年3月に釈放された。西ドイツのバイエルン州アシャッフェンブルクで死去した。